# Серда-и-Арагон, Луис Франсиско де ла
Луис Франсиско де ла Серда и Арагон, 9-й герцог Мединасели (исп. Luis Francisco de la Cerda Aragón, IX duque de Medinaceli ; 2 августа 1660, Эль-Пуэрто-де-Санта-Мария — 26 января 1711, Памплона) — испанский аристократ, военный и политический деятель из дома Мединасели.

## Биография

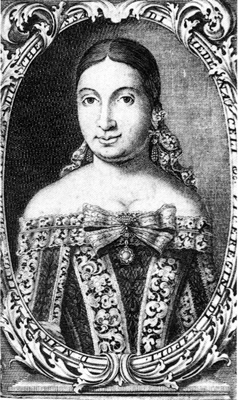
Мария де ла Ньевес Хирон-и-Сандоваль (ок. 1660—1732), супруга 9-го герцога Мединасели

Родился 2 августа 1660 года в Эль-Пуэрто-де-Санта-Мария (провинция Кадис, Андалусия). Старший сын Хуана Франсиско де ла Серда (1637—1691) и Каталины де Арагон-и-Кардона (1635—1697).
20 февраля 1691 года после смерти своего отца Луис Франсиско де ла Серда и Арагон унаследовал титулы герцога Мединасели, Алькала-де-лос-Гасулес, маркиза Когольюдо, Тарифы и Алькала-де-ла-Аламеда.
16 февраля 1697 года после смерти матери он вступил во владение титулами герцога Сегорбе, герцога Кардона, герцога Лерма, маркиза Дения, маркиза Комарес, маркиза Пальярс и графа Прадес. Став грандом Испании, герцог Мединасели был одним из самых важных аристократов в Испании в конце 17 — начале 18 века.
Во время правления короля Карла II герцог Мединасели был послом при Святом Престоле при папе Иннокентии XII, а также занимал пост вице-короля и капитан-генерала Неаполя (1695—1702), а с 1699 года являлся членом Государственного совета.
После смерти без наследников Карла II и начала войны за испанское наследство герцог Мединасели был назначен первым министром при новом монархе Испании Филиппе V. Противостоя растущему французскому влиянию при испанском дворе, в 1710 году он раскрыл англичанам тайные планы заключить перемирие между Соединенными провинциями и Францией, за что был заключен в тюрьму в Сеговийском Алькасаре, а затем переведен в замок Памплона, где он и умер в следующем году.

## Семья
С 2 января 1678 года был женат на Марии де ла Ньевес Хирон-и-Сандоваль (ок. 1660 — 7 июня 1732), дочери Гаспара Тельес-Хирон-и-Сандоваля, 5-го герцога Осуна (1625—1694), и Феличе де Сандоваль-и-Рохас и Энрикес де Кабрера (1633—1671). У супругов было двое детей (Каталина и Луис), которые умерли, не дожив до совершеннолетия.
В январе 1711 года после смерти Луиса Франсиско де ла Серда и Арагона, 9-го герцога Мединасели, его дворянские титулы и владения унаследовал его племянник Николас Фернандес де Кордова, 9-й герцог Ферия и 10-й герцог Мединасели (1682—1739), сын его сестры Феличе Марии де ла Серды и Луиса Маурисио Фернандеса де Кордова Фигероа, 7-го герцога де Ферия.